# Skärseld
Artikeln handlar om Linda Lovelaces självbiografi. För det religiösa begreppet, se Skärselden.
Skärseld är en självbiografi av före detta porrstjärnan Linda Lovelace, utgiven 1980 i USA med titeln "Ordeal". Boken utkom i svensk översättning 1981, som under januari och februari 1982 låg på lista över de tio mest sålda böckerna i Sverige. Boken kom ut i en ny utgåva och översättning 2011 med titeln Inferno: en självbiografi.
Lovelace beskriver hur hon gick från att vara en "godtrogen, naiv och oskuldsfull" ung kvinna som blev utnyttjad och systematiskt misshandlad och förnedrad av sin man Chuck Traynor. Hon blir sedan upptäckt av porregissören Gerard Damiano och får huvudrollen i den framgångsrika filmen Långt ner i halsen. Hon upplever sig inledningsvis bekräftad och respekterad, men kommer senare att frigöra sig och ta avstånd från porrbranschen.

## Utgåvor
- 1981 – Lovelace, Linda; McGrady Mike (på engelska). Ordeal (1. British ed.). London: W.H. Allen. Libris 9896427. ISBN 0-491-02903-9
  -  Skärseld: en självbiografi. Översättning: Öhrström Kerstin. Stockholm: Askelin & Hägglund. 1981. Libris 7657728. ISBN 91-7684-002-6
  -  Inferno: en självbiografi. Översättning: Törngren Kerstin. Göteborg: Nona. 2011. Libris 12089131. ISBN 9789197879132